# I. V. m.
i. V. m. (Österreich, auch: iVm) ist die Abkürzung für „in Verbindung mit“, welche hauptsächlich in den Rechtswissenschaften bei Vergleichen und Hinweisen auf mehrere Paragraphen oder Absätze, die miteinander in Zusammenhang stehen, Verwendung findet.

## Beispiel
Hinweis zur Rechtsbehelfsbelehrung und Frist des Widerspruchs (Verwaltungsgerichtsordnung):
„Vgl. § 70 Abs. 1 i. V. m. § 58 Abs. 1 VwGO.“